# Cuerda de piano

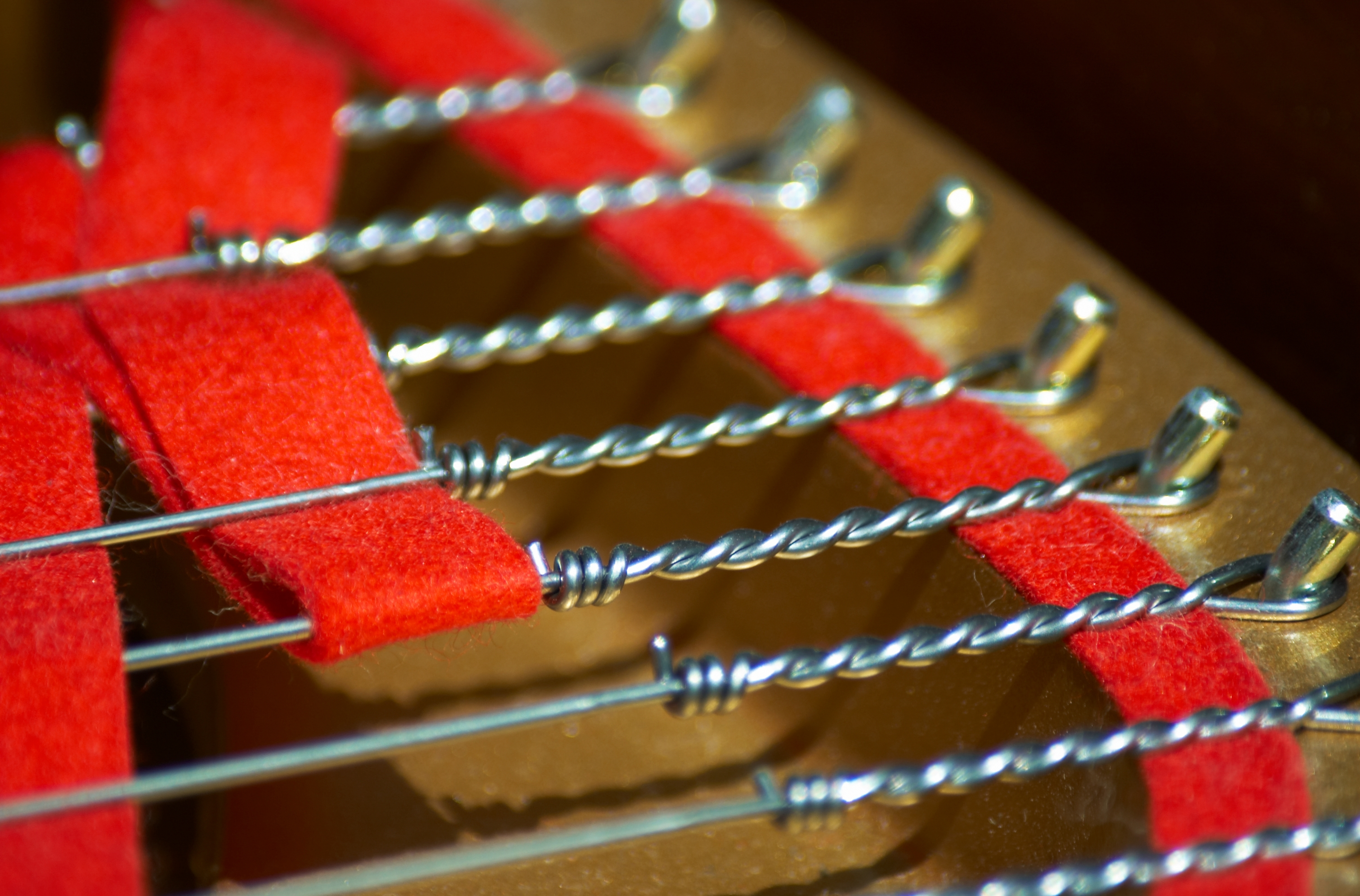
Cuerdas de piano.

La cuerda de piano es un tipo especializado de alambre producido para ser utilizado en un piano y otros instrumentos musicales de cuerda, como también para otros usos. Está fabricada de acero al carbono templado, también conocido como "acero de resorte" también están las cuerdas Bordonas que es un tipo de alambre de cobre enrollado en el alambre de acero estas son utilizadas para los registros más graves del piano.

## Cuerdas aceradas o planas
Las cuerdas para pianos están construidas fundamentalmente con una calidad especial de acero con un contenido de carbono de aproximadamente 0,9% formando lo que se denomina «aleación». El agregado de carbono al hierro puro original le otorga al mismo una dureza y resistencia muy superior a la que el mismo material tuviera sin carbono. Otros elementos que constituyen la mencionada aleación son, aunque en proporciones muy ínfimas, manganeso, azufre y fósforo.
- Hierro purificado   98,8%
- Carbono             0,9%
- Manganeso y azufre  0,1%
- Fósforo             0,05

La cantidad indicada de componentes químicos es aproximada, pudiendo variar levemente según el tipo de aleación utilizada, esta aleación específica con que se construyen las cuerdas de pianos es llamada acero de resorte.
El alambre de acero con alto contenido de carbono utilizado para instrumentos musicales (tal como el ASTM A228) se fabrica tanto en calibres métricos como en pulgadas, con diámetros desde 0,15 hasta 4,8 mm. Un pequeño número de empresas producen un alambre pulido de una dureza suficiente que satisfaga la demanda del mercado de instrumentos musicales. Dicho alambre se fabrica en acero de una precisa composición, mediante el método de extruido en frío. Las cuerdas para instrumentos musicales constituyen el uso más exigente para dicho material: deben soportar grandes tensiones, sobrevivir a repetidos tañidos y golpes, ser dobladas, estiradas y retorcidas durante el afinado, y aun así se espera que puedan durar muchos años. El alambre para cuerdas de instrumentos debe también contar con una tolerancia muy precisa en el diámetro a lo largo de toda su longitud: variaciones superiores a 8 μm producen disonancias perceptibles en los instrumentos musicales modernos.

## Cuerdas Bordonas
Las cuerdas bordonas son cuerdas de núcleo de acero convencional, como las aceradas pero que poseen un alambre de cobre prolijamente enrollado sobre gran parte de la longitud de la cuerda, la finalidad del cobre añadido está en agregar peso a la cuerda para que con longitudes aceptablemente cortas se alcancen frecuencias suficientemente bajas. Si se construyera un piano sin cuerdas bordonas se precisarían cuerdas demasiado largas para alcanzar las frecuencias requeridas en el sector de los graves. La elección de cobre como material para aumentar el peso o masa de las cuerdas se debe a que es un material muy flexible que se deja enrollar fácilmente sobre el núcleo de acero y además poseen gran masa y no se corroe. Otra característica adicional del cobre es que no influye casi nada en el sonido de la cuerda, solamente en cuerdas muy cortas que deben poseer mucha cantidad de cobre enrollado se advierte una pequeña vibración debido al cobre mismo.

## Evolución venta y cuidados de la cuerda
La cuerda para instrumentos musicales evolucionó a partir del hierro dúctil, fabricado a mano, al acero al carbono extruído en frío, hacia finales del siglo XIX la competencia internacional en búsqueda de mayor dureza se nutrió de los requerimientos y exigencias de otros mercados que utilizaban alambres como la industria del telégrafo y el alambre de púa. Los fabricantes de pianos más innovadores se mantuvieron al tanto de los últimos avances y como consecuencia incrementaron el tamaño y las tensiones en sus diseños.
El alambre para cuerdas musicales se vende en pequeños rollos. Tras abrir el rollo, el alambre mantiene parcialmente su forma presentando una ligera curvatura, pero puede ser enderezado utilizando una serie de rodillos contrapuestos. Requiere de un cuidado especial en su manipulación en cuanto a la seguridad y apariencia, ya que puede mancharse por acción de la transpiración. Para su corte deben emplearse alicates especiales, puesto que el acero endurecido mellaría rápidamente el filo de una herramienta convencional. Debido al riesgo de rotura de la cuerda, se requiere el uso de guantes y gafas protectoras durante su instalación y afinación.

## Otros usos
Las cuerdas de piano son también utilizadas en la fabricación de resortes, implementos de pesca, efectos especiales en la industria cinematográfica y para cortar jabón y quesos muy cremosos. También es muy utilizado en modelismo (especialmente aeromodelismo) para la fabricación de diferentes piezas, generalmente tipo resorte como trenes de aterrizaje o levas de servos, dado que es relativamente maleable y muy resistente.